# Marcelo Oliveira (ur. 1981)
Marcelo José Oliveira (ur. 5 września 1981 w Santa Rita do Sapucaí) – brazylijski piłkarz grający na pozycji obrońcy.
W swojej karierze bronił barw zespołów SC Ulbra, Corinthians Paulista, Grêmio, PAE Atromitos, APOEL FC, Moreirense FC, CD Santa Clara, Pouso Alegre FC oraz Santarritense FC.

## Statystyki ligowe
| Rozgrywki                     | Poziom | Kraj       | Mecze | Bramki |
| ----------------------------- | ------ | ---------- | ----- | ------ |
| Superleague Ellada            | I      | Grecja     | 94    | 5      |
| Superleague Ellada 2          | II     | Grecja     | 23    | 3      |
| Primeira Liga                 | I      | Portugalia | 64    | 1      |
| LigaPro                       | II     | Portugalia | 22    | 0      |
| Protathlima A’ Kategorias     | I      | Cypr       | 64    | 2      |
| Campeonato Brasileiro Série A | I      | Brazylia   | 7     | 0      |
| Campeonato Brasileiro Série B | II     | Brazylia   | 19    | 1      |